# 南邓区
南邓区是缅甸佤邦富邦县下辖的一个区。

## 区划沿革
缅共时期，南邓区名是孟联区，隶属于北佤县。1991年2月25日，孟联区独立设置为南邓特区（Veng Ting' Nang' Teung），由佤邦直接管辖。2024年6月10日，南邓特区划归新设立的富邦县管辖，改为南邓区。

## 行政區劃
南邓区下辖6乡1街，共56个行政村、59个自然村：
- 南邓街（Lah Nang' Teung）
- 南邓乡（Eung' Nang' Teung）：邦洪山村
- 南温坝乡（Eung' Nam Veng Kham）
- 炉房乡（Eung' Bang Moi）
- 大岩乡（Eung' Ta Ai）
- 邦空乡（Eung' Piang Khrawm:）
- 拥模乡（Eung' Yaong Maw'）：南木村、陈洪寨村

## 民族
南邓区总人口近2万人，有汉族、佤族、拉祜族、傣族、傈僳族、本族、苗族等7个民族，其中汉族人口最多。南邓也是佤邦世居汉族的主要聚居区。